# Agrostis ramosissima
Agrostis ramosissima é uma espécie de gramínea do gênero Agrostis, pertencente à família Poaceae.